# Аліса зі Схарбека
Свята Аліса (фр. Alix de Schaerbeek, Alice, Adélaïde, Aleyde, 1225, Схарбек (нині Бельгія) — 1250, Абатство Камбрія, Брюссель) — свята римо-католицької церкви, вважається покровителькою сліпих і паралізованих.

## Біографія
Аліса народилася в 1225 році в місті Схарбек, недалеко від Брюсселя. З семирічного віку перебувала у цистерціанському монастирі, де вона прожила все своє життя в келії святої Марії. У двадцятирічному віці дівчина захворіла проказою і тому повинна була жити у монастирі в ізольованих умовах. Захворювання приносило Алісі сильні страждання. Наприкінці життя вона осліпла і стала паралізованою. Незважаючи на це, Аліса мала глибоке духовне життя. Вона зазнала численних містичних одкровень. Померла в 1250 році, у 25-річному віці.

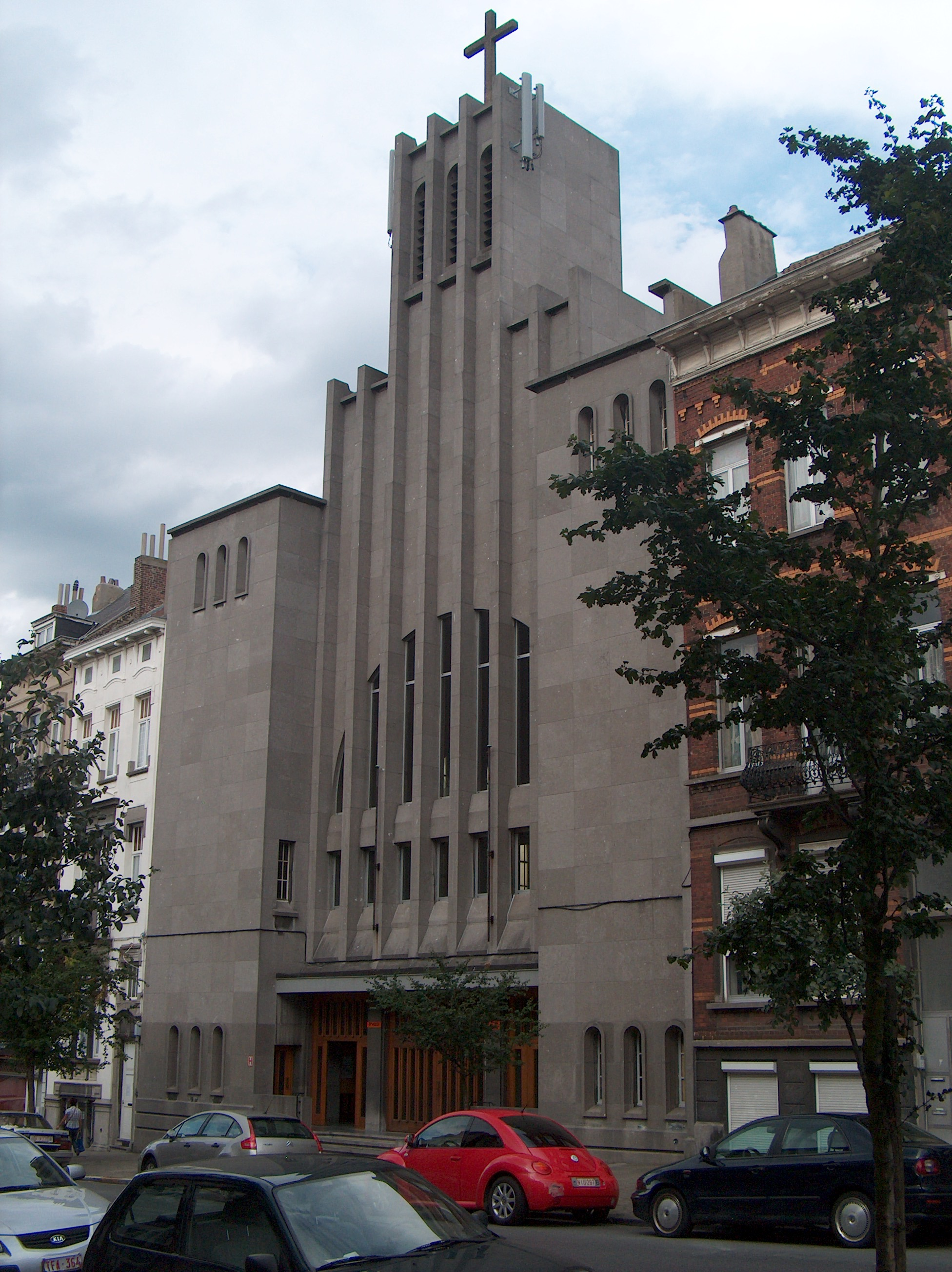
Церква, освячена в пам'ять святої Аліси у Схарбеку (1952 рік)

## Прославлення
Аліса була канонізована в 1907 році Римським Папою Пієм X. 30 вересня 1954 року в Брюсселі було освячено храм на честь святої Аліси. Раніше її ім'ям освячувалася також Церква святої Терези Авільської та Аліси зі Схарбека.
День пам'яті в католицькій церкві — 15 червня.